# Velîki Mokreanî, Mostîska
Velîki Mokreanî (în ucraineană Великі Мокряни) este un sat în comuna Mali Mokreanî din raionul Mostîska, regiunea Liov, Ucraina.

## Demografie
Componența lingvistică a localității Velîki Mokreanî
     Ucraineană (99,48%)
     Alte limbi (0,52%)
Conform recensământului din 2001, majoritatea populației localității Velîki Mokreanî era vorbitoare de ucraineană (99,48%), existând în minoritate și vorbitori de alte limbi.